# Eigo Sekine
Eigo Sekine (関根 永悟 Sekine Eigo?), född 11 september 1981 i Saitama prefektur, är en japansk fotbollsspelare.
Sekine började sin karriär 2000 i Honda Luminozo Sayama. 2005 flyttade han till Ehime FC. Han spelade 191 ligamatcher för klubben. Han avslutade karriären 2014.